# Korg M50
Korg M50 è un sintetizzatore ed una music workstation prodotta dalla Korg, messa in commercio nel 2008.

## Modelli
La Korg M50 viene attualmente distribuita in tre modelli:
- Korg M50-61 (61 tasti)
- Korg M50-73 (73 tasti), uscita in commercio solo nel 2009 dopo essere stata presentata al NAMM 2009
- Korg M50-88 (88 tasti pesati con sistema Real Weighted Hammer Action 3 (RH3) della Korg)